# Leon Van Osmael
Leon Van Osmael is een Belgisch voormalig bowler.

## Levensloop
Van Osmael behoorde tot het 'team of six' (voorts samengesteld uit Edmund Clauws, Gaston Wuylens, N. Wuylens, J. Recoules en F. Jochmans) dat brons won op de Europese kampioenschappen van 1965 te Birmingham.